# Propionitrile
Il propionitrile, noto anche come cianuro di etile, è il nitrile con 3 atomi di carbonio, ed ha formula molecolare C2H5CN.  A temperatura ambiente è liquido.
A pressione atmosferica, fonde a -92 C e bolle a 97 C.
È facilmente infiammabile e tossico per inalazione ed ingestione.

## Produzione
La principale via di sintesi è l'idrogenazione dell'acrilonitrile. Inoltre è preparato mediante ammossidazione del propanolo (al suo posto si può utilizzare anche propionaldeide):
{\displaystyle {\ce {CH3CH2CH2OH + O2 + NH3 -> CH3CH2CN + 3 H2O}}}
Il propionitrile è un sottoprodotto dell'elettrodimerizzazione dell'acrilonitrile in adiponitrile.
In laboratorio il propionitrile può essere prodotto anche dalla disidratazione della propionammide, dalla riduzione catalitica dell'acrilonitrile o dalla distillazione di solfato di etile e cianuro di potassio.

## Applicazioni
Il propionitrile è un solvente simile all'acetonitrile ma con un punto di ebollizione leggermente superiore. È un precursore delle propilammine per idrogenazione. È un elemento costitutivo C-3 nella preparazione del farmaco flopropione dalla reazione di Houben-Hoesch.

## Sicurezza
Il propionitrile è lievemente velenoso con una LD50 di 230 mg/kg (ratti, orale). È stato determinato che il propionitrile è teratogeno a causa del rilascio metabolico del cianuro.
Nel 1979, lo stabilimento di Kalama (Vega) a Beaufort, nella Carolina del Sud, subì un'esplosione durante la produzione di propionitrile mediante riduzione catalizzata da nichel di acrilonitrile.